# Салтыки (Зуевский район)
Салтыки — деревня в Зуевском районе Кировской области в составе Соколовского сельского поселения.

## География
Находится на расстоянии примерно 13 километров на юг-юго-восток от районного центра города Зуевка.

## История
Известна с 1717 года, когда в ней учтено было 2 двора и 10 душ мужского пола, в 1764 году было 10 жителей. В 1873 году учтено было дворов 4 и жителей 28, в 1905 — 8 и 90, в 1926 — 17 и 109, в 1950 — 14 и 60 соответственно. В 1989 году отмечено 12 жителей.

## Население
Постоянное население составляло 12 человек (русские 100 %) в 2002 году, 5 в 2010.